# Sepp Schwab

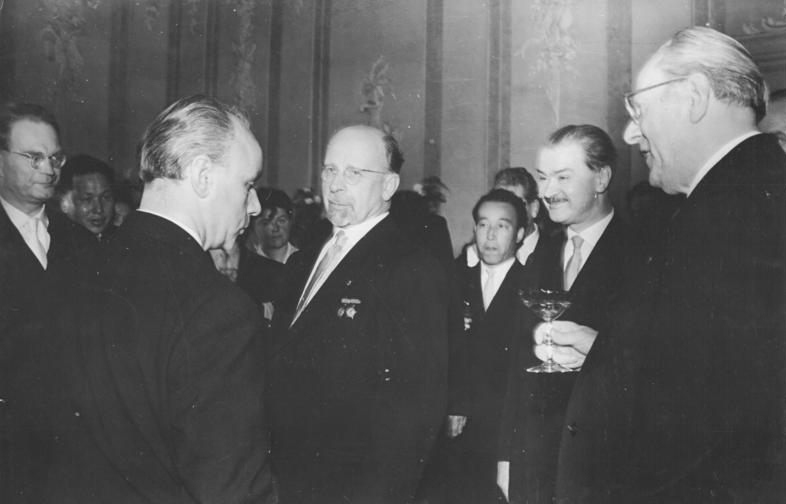
Sepp Schwab 1960 (Zwischen Ulbricht und Grotewohl)

Sepp Schwab (* 16. Januar 1897 in München; † 30. Juli 1977 in Ost-Berlin; gebürtig Max Joseph Schwab) war ein deutscher Journalist, Diplomat und Politiker (USPD, KPD, SED).

## Leben
Als kaufmännischer Angestellter schloss sich Schwab 1913 der Sozialistischen Arbeiter-Jugend an. Im Ersten Weltkrieg trat er 1915 als Kriegsfreiwilliger in die bayerische Armee ein, der er bis 1919 angehörte. 1917 wurde er Mitglied der USPD, 1919 der KPD. Während der Münchner Räterepublik war Schwab Mitglied der Räteregierung. Nach deren Zerschlagung wurde er 1919 zu vier Jahren Festungshaft verurteilt.
Nach seiner Entlassung arbeitete er 1924/25 in München für die kommunistische Neue Zeitung. Nach der Verbüßung einer weiteren Haftstrafe übernahm er 1927 die Leitung des Pressedienstes beim Zentralkomitee der KPD. Von 1930 bis 1936 gehörte er dem Deutschlandreferat des Exekutivkomitees der Komintern in Moskau an. Ab 1938 leitete er die Deutschlandabteilung von Radio Moskau.
Nach dem Ende des Zweiten Weltkrieges kam Schwab 1945 in die Sowjetische Besatzungszone. Er wurde gemeinsam mit Max Nierich (SPD) erster Chefredakteur der Tageszeitung Neues Deutschland, die am 23. April 1946 in Berlin erstmals erschien. Schon im August 1946 wurde er von Lex Ende abgelöst.

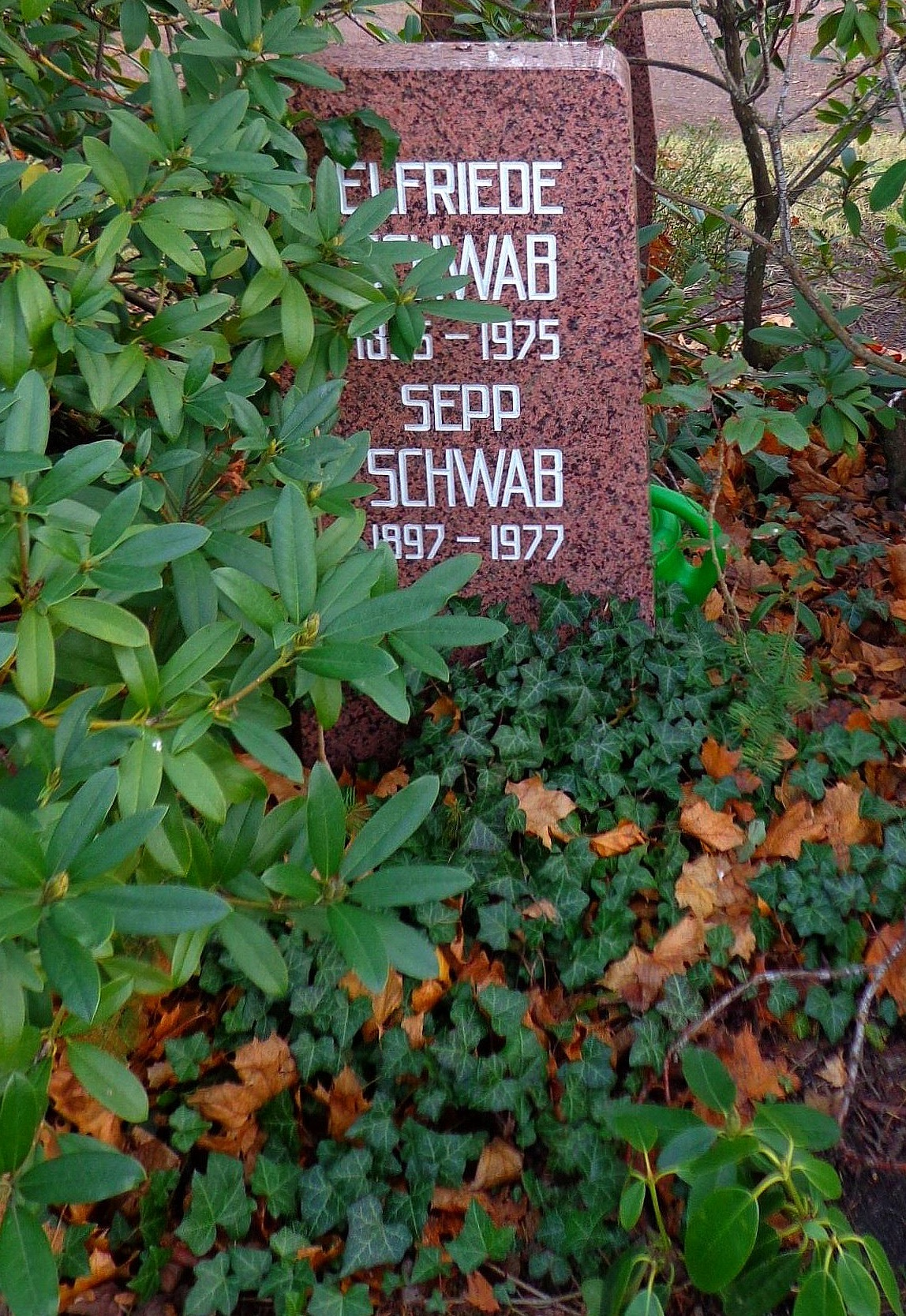
Grabstätte

Am 1. Juli 1949 wurde Schwab Stellvertreter des sowjetischen Leiters des DEFA-Vorstandes Alexander N. Andrijewski. Bis 1952 war er Direktor der DEFA, danach Leiter des Staatlichen Komitees für Filmwesen.
1954 erhielt er seine Ernennung zum Botschafter der DDR in Ungarn. Von 1956 bis 1965 war er stellvertretender Minister für Auswärtige Angelegenheiten der DDR. Er war sicherlich eine der interessantesten und exzentrischesten Persönlichkeiten in der Hierarchie des Außenministeriums. Schwab verabscheute jegliche bürokratische Arbeitsweise und war jederzeit für konstruktive Vorschläge zugänglich.
Am 6. Mai 1955 wurde Schwab der Vaterländische Verdienstorden in Silber verliehen. Später erhielt er diese Auszeichnung in der Stufe „Gold“ und im Februar 1972 die Ehrenspange.
Seine Urne wurde in der Grabanlage Pergolenweg des Berliner Zentralfriedhofs Friedrichsfelde beigesetzt.